# Аттіла Ошват
Аттіла Ошват (угор. Osváth Attila, нар. 10 грудня 1995, Веспрем) — угорський футболіст, захисник клубу «Пакш» та національної збірної Угорщини. Виступав також за низку інших угорських клубів. Дворазовий володар Кубка Угорщини.

## Клубна кар'єра
Аттіла Ошват народився 1995 року в місті Веспрем, та є вихованцем футбольної школи місцевого клубу «Веспрем». У 2011 році Ошват розпочав грати в основній команді клубу, в якій грав до 2013 року, взявши участь у 27 матчах чемпіонату. З 2013 до 2015 року футболіст грав у складі команд «Балатонфюред» та «Сігетсентміклош».
У 2015 році Аттіла Ошват перейшов до складу клубу «Вашаш», у якому виступав до 2017 року, в якому клуб відправив захисника в оренду до клубу «Дебрецен». Протягом 2017—2019 років футболіст грав у складі клубу «Академія Пушкаша».
З 2019 року Аттіла Ошват грає у складі клубу «Пакш». У складі команди в сезонах 2023—2024 і 2024—2025 років футболіст став володарем Кубка Угорщини.

## Виступи за збірні
У 2014 році Аттіла Ошват дебютував у складі юнацької збірної Угорщини, загалом на юнацькому рівні взяв участь у 6 іграх.
Протягом 2015—2016 років Ошват грав у складі складу молодіжної збірної Угорщини. На молодіжному рівні зіграв у 6 офіційних матчах.
У 2025 році Аттіла Ошват дебютував в офіційних матчах у складі національної збірної Угорщини.

## Титули і досягнення
- Володар Кубка Угорщини (2):

«Пакш»: 2023–2024, 2024–2025